# Lamoni
Lamoni est une ville du comté de Decatur, en Iowa, aux États-Unis. Elle est incorporée le 15 octobre 1885. 
Il s'agit de la seule ville fondée par la communauté mormone connue sous le nom de Reorganized Church of Jesus Christ of Latter Day Saints. Elle accueille le siège de l'Université de Graceland
Cette ville de 2 600 habitants est la plus pauvre de l'état de l'Iowa

## Source de la traduction
- (en) Cet article est partiellement ou en totalité issu de l’article de Wikipédia en anglais intitulé « Lamoni, Iowa » (voir la liste des auteurs).